# Halowe Mistrzostwa Świata w Lekkoatletyce 2022 – pchnięcie kulą kobiet
Pchnięcie kulą kobiet – jedna z konkurencji technicznych rozgrywanych podczas halowych lekkoatletycznych mistrzostw świata w Štark Arena w Belgradzie.
Tytułu mistrzowskiego z 2018 nie broniła Węgierka Anita Márton.

## Terminarz
| Data     | Godzina |       |
| -------- | ------- | ----- |
| 19 marca | 18:50   | Finał |

## Rekordy
W poniższej tabeli przedstawiono (według stanu przed rozpoczęciem mistrzostw) halowe rekordy świata, poszczególnych kontynentów, halowych mistrzostw świata oraz najlepszy wynik na listach światowych w 2022.
|                                   | Zawodniczka        | Wynik | Miejsce           | Data                  |
| --------------------------------- | ------------------ | ----- | ----------------- | --------------------- |
| Halowy rekord świata              | Helena Fibingerová | 22,50 | Jablonec nad Nysą | 19 lutego 1977(dts)   |
| Rekord halowych mistrzostw świata | Valerie Adams      | 20,67 | Sopot             | 8 marca 2014(dts)     |
| Halowy rekord Afryki              | Vivian Chukwuemeka | 18,13 | Flagstaff         | 4 lutego 2006(dts)    |
| Halowy rekord Afryki              | Jessica Inchude    | 18,13 | Braga             | 13 lutego 2021(dts)   |
| Halowy rekord Ameryki Południowej | Elisângela Adriano | 18,33 | Pireus            | 24 lutego 1999(dts)   |
| Halowy rekord Ameryki Północnej   | Michelle Carter    | 20,21 | Portland          | 19 marca 2016(dts)    |
| Halowy rekord Australii i Oceanii | Valerie Adams      | 20,98 | Zurych            | 28 sierpnia 2013(dts) |
| Halowy rekord Azji                | Sui Xinmei         | 21,10 | Pekin             | 3 marca 1990(dts)     |
| Halowy rekord Europy              | Helena Fibingerová | 22,50 | Jablonec nad Nysą | 19 lutego 1977(dts)   |
| Listy światowe                    | Auriol Dongmo      | 19,90 | Pombal            | 26 lutego 2022(dts)   |

## Wyniki
| WR – rekord świata \| CR – rekord mistrzostw świata \| NR – rekord kraju \| AR – rekord kontynentu \| WL – najlepszy wynik na listach światowych w sezonie 2022 \| SB – najlepszy wynik w sezonie \| PB – rekord życiowy |

### Finał
Źródło: World Athletics.
| Pozycja | Zawodniczka         | Reprezentacja     | #1    | #2    | #3    | #4    | #5    | #6    | Wynik | Uwagi   |
| ------- | ------------------- | ----------------- | ----- | ----- | ----- | ----- | ----- | ----- | ----- | ------- |
| 01 !    | Auriol Dongmo       | Portugalia        | 19,32 | 19,32 | x     | x     | 20,43 | x     | 20,43 | WL · NR |
| 02 !    | Chase Ealey         | Stany Zjednoczone | 18,65 | 19,11 | 18,88 | 18,62 | 20,21 | x     | 20,21 | =       |
| 03 !    | Jessica Schilder    | Holandia          | 19,01 | 19,01 | 18,98 | 19,46 | 18,98 | 19,48 | 19,48 |         |
| 4.      | Fanny Roos          | Szwecja           | 18,66 | x     | 19,22 | x     | 17,76 | 18,24 | 19,22 | SB      |
| 5.      | Maggie Ewen         | Stany Zjednoczone | 18,16 | 18,34 | x     | 19,15 | x     | x     | 19,15 |         |
| 6.      | Danniel Thomas-Dodd | Jamajka           | x     | 18,77 | x     | 18,38 | 19,12 | x     | 19,12 | SB      |
| 7.      | Sarah Mitton        | Kanada            | x     | 18,20 | x     | x     | x     | 19,02 | 19,02 |         |
| 8.      | Sophie McKinna      | Wielka Brytania   | 18,40 | 18,62 | x     | x     | 17,97 | 18,19 | 18,62 |         |
| 9.      | Sara Gambetta       | Niemcy            | 18,16 | 18,17 | 17,66 |       |       |       | 18,17 |         |
| 10.     | Dimitriana Bezede   | Mołdawia          | 17,64 | x     | 18,07 |       |       |       | 18,07 |         |
| 11.     | Katharina Maisch    | Niemcy            | 17,83 | x     | x     |       |       |       | 17,83 |         |
| 12.     | Jessica Inchude     | Portugalia        | 17,56 | 17,27 | x     |       |       |       | 17,56 |         |
| 13.     | Amelia Strickler    | Wielka Brytania   | 16,78 | 16,73 | 16,86 |       |       |       | 16,86 |         |
| 14.     | Livia Avancini      | Brazylia          | 16,52 | 16,43 | 16,85 |       |       |       | 16,85 |         |
| 15.     | Ivana Gallardo      | Chile             | 15,06 | 16,08 | 15,81 |       |       |       | 16,08 |         |